# エクスカリバー (ジャグリング)

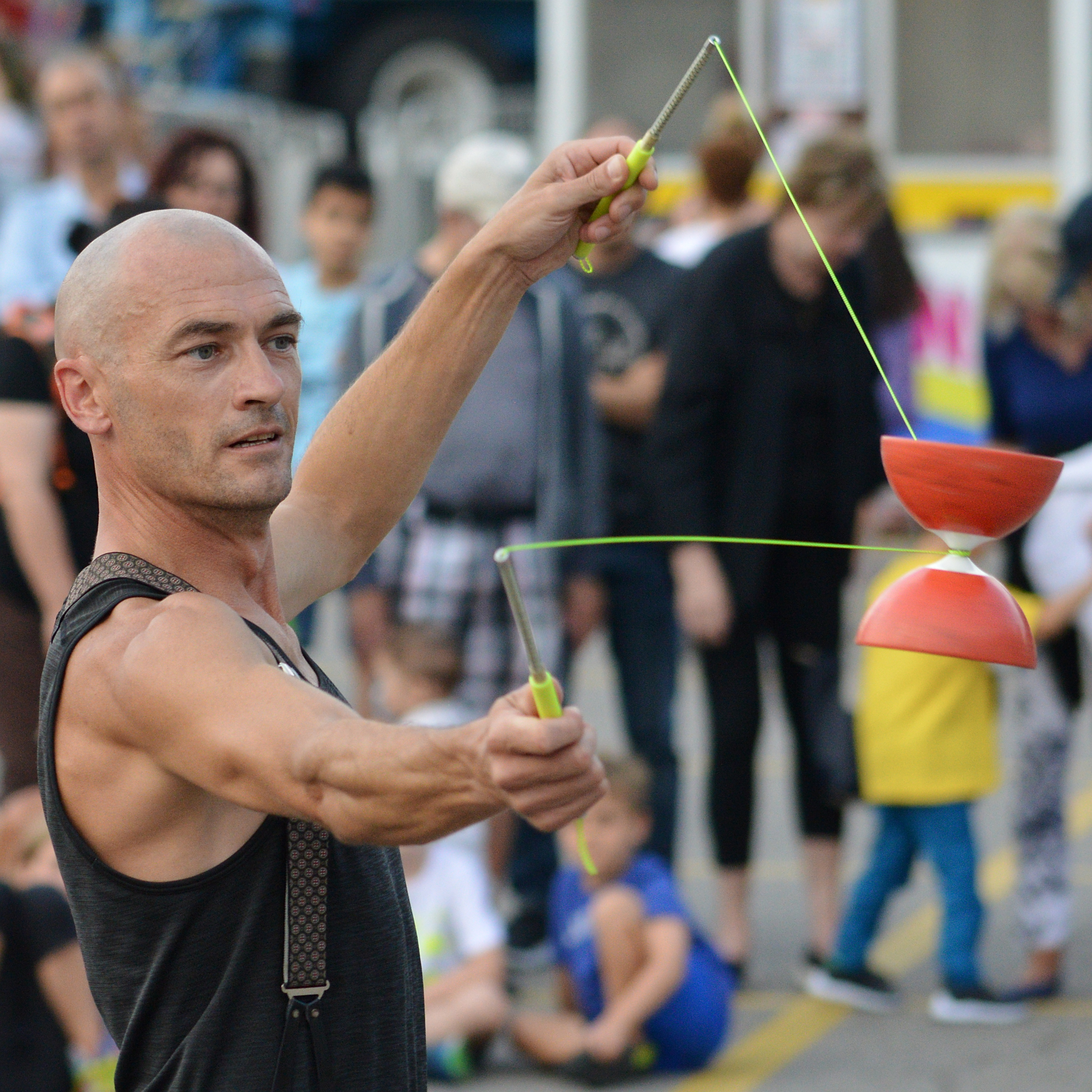
エクスカリバー

エクスカリバーは、ジャグリングの技の一つ。ディアボロを軸の向きを変えて扱う。
ディアボロの軸の周りに紐を一巻きし、左手を上げてチャイニーズアクセラレーションをすることで、軸の向きを地面と垂直にする。バーティカルディアボロ、ホライゾンディアボロ、ヴァータックス（vertax:vertical axisの略）などとも呼ばれる。軸の向きを変えたままでサンやスティックリリースをするなど、派生した技も多い。